# Confederate Gulch und Diamond City
Koordinaten: 46° 35′ 50″ N, 111° 25′ 26″ W

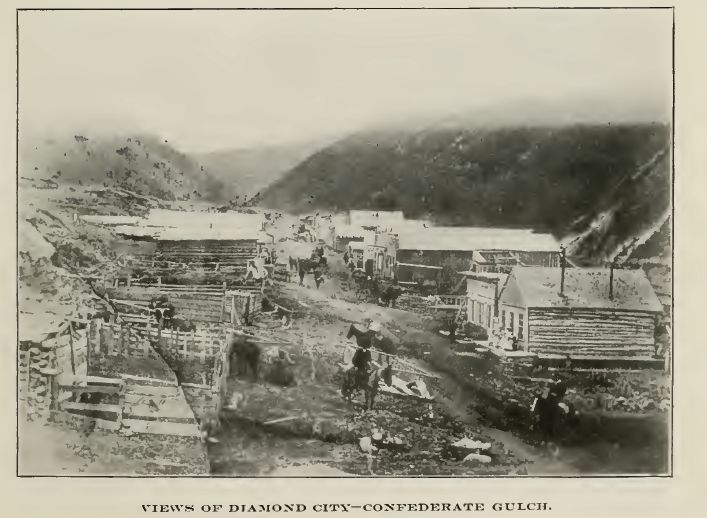
Diamond City, c. 1870

Der Confederate Gulch mit der alten Goldgräbersiedlung Diamond City ist eine steil eingeschnittene Schlucht bzw. ein Tal am westlichen Hang der Big Belt Mountains, im heutigen US-Bundesstaat Montana im Nordwesten der Vereinigten Staaten, das von 1864 bis 1889 noch zum Montana-Territorium (englisch Montana Territory) gehörte. Sein kleiner Bach fließt nach Westen in den Canyon Ferry Lake am oberen Ende des Missouri River in der Nähe der Stadt Townsend in Montana.

## Einleitung
Im Jahre 1864 machten Soldaten der Confederate States Army, die sich während des Amerikanischen Bürgerkriegs auf Parole, d. h. auf vorzeitiger Haftentlassung zur Bewährung befanden, einen kleinen Goldfund in dieser Schlucht. Als jedoch im folgenden Jahr die an Gold äußerst reichhaltige Entdeckung der sogenannten Montana Bar und weitere enorme Goldfunde – bis dahin eine der größten Mengen Gold pro Morgen Land gerechnet – gelangen, löste dies einen rasanten Boom und letztlich den Montana Gold Rush aus, der sich bis 1869 hielt.
Im Zeitraum von 1866 bis 1869 erreichte oder übertraf die Schlucht alle anderen Bergbaulager im Montana-Territorium bei der Goldproduktion und es wurde Gold im Wert von schätzungsweise 19 bis 30 Millionen US-Dollar produziert, was einem heutigen Wert von etwa 358 bis 565 Millionen Dollar (Stand 2019) entspricht. Confederate Gulch war damit zeitweise die größte Gemeinde in Montana. Im Jahr 1866 hatte Montana eine Gesamtbevölkerung von 28.000, von denen etwa 10.000 (ca. 35 %) im Confederate Gulch arbeiteten.
Obwohl die Boomtown Diamond City für die Bergleute im Confederate Gulch während seiner Blütezeit die Kreisstadt von Montanas Meagher County war, ist sie heute ein Teil von Broadwater County. Als die Goldproduktion ihren Höhepunkt erreicht hatte, toste das Leben in Diamond City bei Tag und Nacht. In ihrem verzweifelten Bestreben, mehr Gold zu gewinnen, bauten die Bergleute kilometerlange Gräben und Rinnen und setzten dabei das Hydraulic Mining-Verfahren ein, bei dem mit Hilfe von Wasser aus Schläuchen und Düsen unter hohem Druck ganze Hänge abgespült wurden und dabei der Boden der Schlucht wegrissen wurde. Der hydraulische Abbau durch Ausspülen mit Druckwasser der Hänge hinterließ riesige Böschungsbänke in der Schlucht und da man dies auch sehr nahe an Diamond City durchgeführt hatte, wurde schließlich die ganze Siedlung nach und nach unterspült, so dass der County Seat Diamond City nach White Sulphur Springs verlegt wurde.
Nachdem sich um 1870 das Goldvorkommen im Confederate Gulch erschöpft hatte und der Boom vorüber war, nahmen die Einwohner von Diamond City ihre Sachen und gingen einfach weiter. 1870 lebten dort nur noch 255 Menschen und ein Jahr später waren es nur noch etwa 60. Die Reste von Diamond City sind heute kaum mehr als eine Geisterstadt und von den anderen Gemeinden in der Schlucht ist auch fast nichts mehr übriggeblieben. Eine unbefestigte Straße windet sich noch immer die Schlucht vom Missouri River Valley hinauf und überquert dabei die Gipfel der Big Belts auf dem Weg hinunter zum Smith River Valley.
Die Schlucht des Confederate Gulch, Diamond City und die Montana Bar sind noch immer spektakuläre Beispiele für Montanas Bergbaugeschichte, insbesondere die in der zweiten Hälfte des 19. Jahrhunderts in Montana verbreiteten „Flash in the Pan“-Goldbergbauarbeiterlager. Es wird angenommen, dass diese Phrase aus dem kalifornischen Goldrausch aus der Mitte des 19. Jahrhunderts stammt. Goldsucher wurden angeblich aufgeregt, als sie etwas in der Pfanne funkeln sahen, nur um dann ihre Hoffnungen zu zerstreuen, wenn sich herausstellte, dass es sich nicht um Gold, sondern nur um einen „Blitz in der Pfanne“ handelte.

## Geologie
Der Confederate Gulch gilt als eigener Bergbaubezirk, der die gesamte Schlucht und die oberen Nebenflüsse von Boulder Creek, von Montana Gulch und Cement Gulch umfasste. Die Hauptgesteine, die die primären Goldlagerstätten im Gebiet des Confederate Gulch darstellen, sind Schiefer der Spokane- und Greyson-Formation sowie Kalkstein der Newland- Formation. Die Spokane-, Greyson- und Newland-Formation gehören erdgeschichtlich zur Belt-Supergruppe des Mesoproterozoikums im Zeitraum von etwa vor 1,47 Milliarden bis ungefähr vor 1,40 Milliarden Jahren. Diese Formationen sind weitaus älter als der darüber liegende Flathead-Sandstein aus der Zeit des mittleren Kambriums und zwischen den älteren mesoproterozoischen Gesteinen und den jüngeren kambrischen Gesteinen besteht eine bedeutende Diskordanz.
Die mesoproterozoischen Gesteinseinheiten werden von Diorit- und Quarzdiorit-Dykes, -Eruptivstöcken und -Lagergängen geschnitten. Der größte Teil des hochwertigen Golderzes findet sich hierbei in dünnen Quarzadern entlang von Brüchen im Diorit und entlang von Schichtflächen im Schiefergestein.
Da der Goldgehalt jedoch mit zunehmender Tiefe abnimmt, wurden nur wenige Bergwerke mit einer Tiefe von mehr als 46 Meter erschlossen. Zusätzlich zu den Quarzadern im Schiefer enthält der dortige Diorit noch schwach mineralisierte Scherzonen.
Neuere Felduntersuchungen in den Big Belt Mountains legen nahe, dass einige Gesteine, die als zur Spokane-Formation gehörend kartiert wurden, mit den darüber liegenden Schichten des mittleren Kambriums übereinstimmen und nicht zur mesoproterozoischen Belt-Supergruppe gehören.
Weitere bedeutende Goldlagerstätten sind Seifenlagerstätten in Kiesablagerungen, die während der interglazialen Stadien des Pleistozäns abgelagert wurden. Dass diese Goldseifen noch relativ jung sind, wurde durch das Auffinden von Knochen des Mastodons und Elefanten bestätigt, die in den Kies enthalten waren.
Die Verteilung der vorgefundenen Goldseifen, die sich durch die Sedimentation des Goldes gebildet haben, lässt vermuten, dass die Hauptquelle für das Gold im Confederate Gulch und des White Creek am Miller Mountain aus einer Reihe von Quarzadern an einer Gabelung zweier Ströme stammen. Die goldhaltigen Quarzadern wurden dort durch Erosion abgetragen und die verwitterungsbeständigen Goldkörnchen durch die Flüsse abtransportiert und an Stellen, an denen sich die Strömungsgeschwindigkeit verringerte, gut erreichbar für den Abbau durch die Goldgräber, in den Flussablagerungen angereichert.

## Entdeckung des ersten Goldes
In den Jahren 1864 und 1865, vor dem Ende des amerikanischen Bürgerkriegs, kamen Soldaten der Konföderierten Staaten von Amerika in das Montana-Territorium, um nach Gold zu suchen. Viele der Soldaten waren Teil der konföderierten Armee von General Sterling Price, die im Herbst 1864 von Arkansas aus in Missouri einmarschiert war. Der Feldzug beginnend mit dem Missouri Raid von 1864, der Schlacht von Westport und der zweiten Schlacht von Newtonia löste sich nach mehreren Niederlagen gegen die Union Army auf. Die Überreste der besiegten Armee von etwa 6000 Mann blieben jedoch in quasi offiziellen Einheiten zusammen und hatten sich in das südwestlich gelegene Texas zurückgezogen.
Das Verfolgen dieser verstreuten Einheiten war kostspielig, zeitaufwändig und gefährlich. Nachdem der Befehlshaber der Unionsarmee in der Region, General Alfred Pleasonton, über die Lage nachgedacht hatte, leitete er eine Amnestiepolitik ein, in der er den während des Feldzugs von 1864 gefangenen Konföderierten eine Bewährung anbot, wenn sie das Kampfgebiet verlassen und den Missouri hinauf in den Westen reisen würden. Pleasanton hoffte, dass seine Politik für Kriegsgefangene auch die verbleibenden frei umherziehenden Einheiten davon überzeugen würde, sich aufzulösen und sie daran zu hindern Bushwhacker zu werden, die wie die Quantrill's Raiders unter ihrem Anführer William Clark Quantrill und den Brüdern Jesse und Frank James abseits der Lande lebten.
Da es entmutigend war für etwas zu kämpfen und vielleicht zu sterben, was viele für die verlorene Sache der Konföderation (engl. The Lost Cause of the Confederacy) hielten, schien das Angebot einer Bewährung die bessere Wahl zu sein. Zusätzliche Motivation erhielten sie dabei von Gerüchten, die sich über neue Goldfunde im Montana-Territorium ausgebreitet hatten. Ob aufgrund oder trotz der Politik von Pleasanton, verschwanden diese bunt gemischten konföderierten Einheiten 1864 und 1865 und alsbald tauchte eine harte Sorte von Missouriern im Montana-Territorium auf.
Im Jahr 1864 wurden zwei konföderierte Gefangene, Wash (Washington) Barker und Pomp Dennis aus Liberty in Missouri auf Bewährung freigelassen und dem Eigner eines Dampfschiffs übergeben, das den Missouri River stromaufwärts in Richtung der Montana-Goldfelder fuhr. Die Dampfschiffe mussten häufig anlegen um frisches Holz aufzunehmen, um damit ihre Kessel zu befeuern. Allerdings kontrollierten von Yankton im Dakota-Territorium bis Fort Benton im Montana-Territorium, was einer Entfernung von weit über 1000 Flussmeilen entspricht, feindliche Indianer den größten Teil des Landes. Die Indianer hatten allerdings die wenigen vorhandenen Holzhöfe niedergebrannt und so mussten sich die Dampfschiffe anderweitig nach Bäumen und Holz für ihre Dampfkessel entlang des Missouris umschauen. Rebellensoldaten wie Barker und Dennis konnten sich auf diese Weise ihre Reise zum Montana-Territorium verdienen, indem sie unterwegs Bäume als „Treibstoff“ für das Dampfschiff hackten.
Da der Missouri River 1864 einen sehr niedrigen Wasserstand hatte, gelang es Barker und Dennis nur bis nach Cow Island zu kommen, wo das Niedrigwasser das Dampfschiff zwang seine Passagiere und die Fracht zu entladen. Die Fracht und die Passagiere wurden dann von einem Team auf Wagen den restlichen Weg nach Fort Benton befördert, und so waren die ehemaligen Konföderierten auf sich allein gestellt. Inzwischen hatten sich Neuigkeiten über Goldfunde in Last Chance Gulch im heutigen Helena am Fuße des Mullan Pass über den Missouri verbreitet, als aber Barker und Dennis von Cow Island hierher kamen, war der beste Boden bereits genommen, es war keine Arbeit zu bekommen und die Lebenshaltungskosten waren hoch.

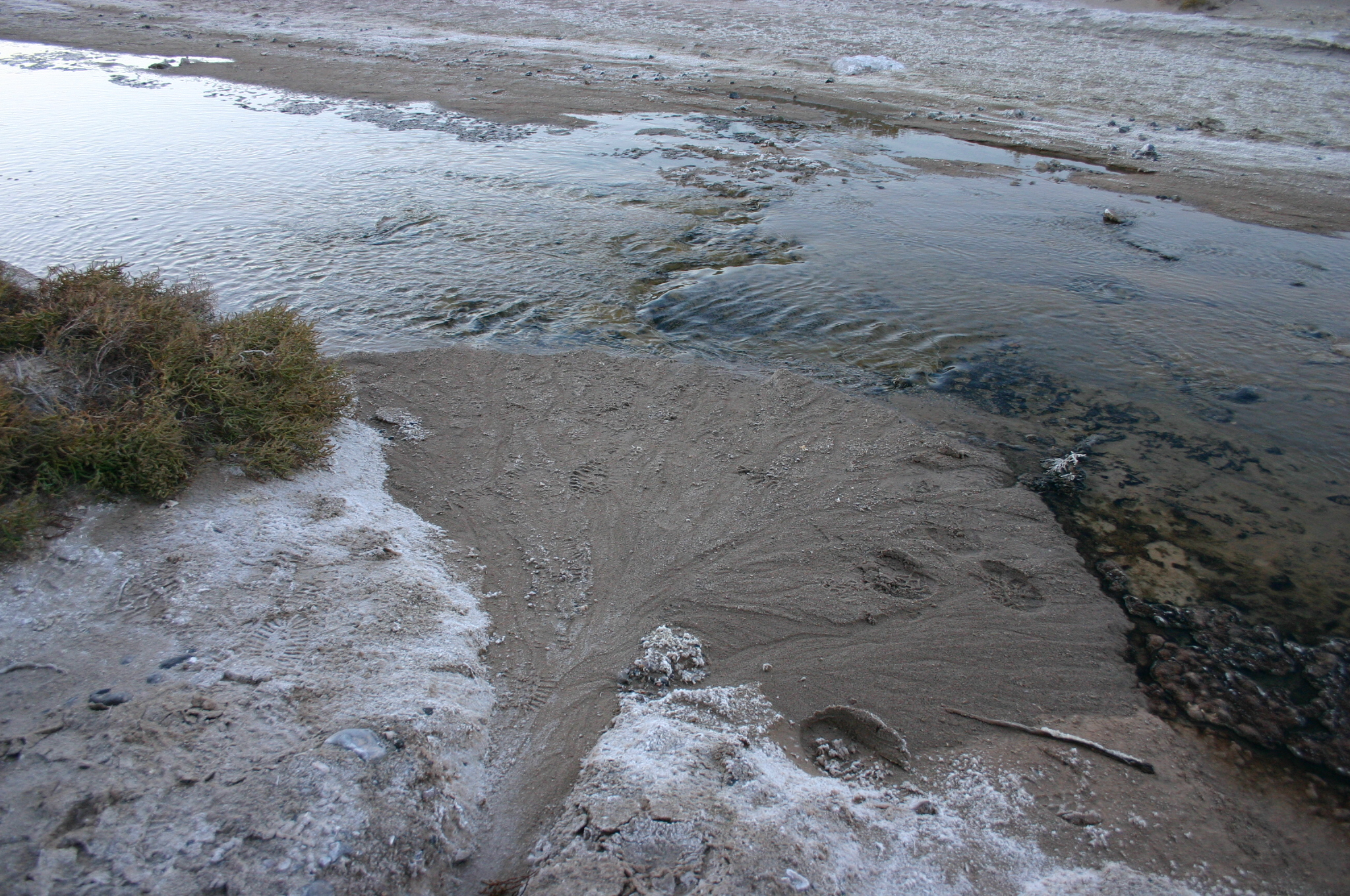
Kleiner Schwemmkegel, auch Schwemmfächer genannt

Da aus den Lagern der Goldgräber an den Gebirgsausläufern überall Rauch zu sehen war, begaben sich Barker und Dennis von Last Chance Gulch aus stromaufwärts des Missouriflusses, um hier und da nach Gold zu schürfen und abseits der Siedlungen zu leben. Hier war der Missouri ein großer Gebirgsfluss, kalt und klar, an beiden Seiten von hohen Gebirgen begrenzt, mit riesigen aus den steilen Schluchten zum Fluss hinunterfließenden Schwemmfächern. In dem Kies der Schwemmfächer konnten zwar Steine „guter Farbe“ gefunden werden, aber soweit waren keine bedeutenden Funde darunter.
Während Barker und Dennis abseits der Siedlungen lebten und nach Gold suchten, trafen sie auf Jack Thompson und John Wells, die ebenfalls vorher Soldaten der Konföderierten Armee gewesen waren. Gemeinsam wanderten sie schließlich in eine Schlucht auf der Westseite der Big Belt Mountains und da es bereits später Herbst geworden war, beschlossen sie über den Winter dort zu bleiben. An einem Ort in der Nähe der Mündung der Schlucht, östlich des Baches, bohrte Thompson ein Loch und fand ein Stückchen Gold in der Größe eines Weizenkorns. Während sie den Canyon weiter aufwärts erkundeten, fanden sie im Kies des Bachs weitere kleine Mengen an Gold. Jedoch waren die Mengen noch sehr bescheiden, so dass ein Tag harter Arbeit gerade genug erbrachte, um davon ein paar Pfund Bohnen bezahlen zu können.

## Namensgebung Confederate Gulch und Diamond City
Der anfängliche Goldfund von Barker, Dennis und Thompson in der Schlucht in den Big Belt Mountains war zwar noch gering, aber die harte Arbeit brachte so viel Gold hervor, dass sich die Nachricht darüber rasch verbreitete. Als nun andere Sympathisanten aus den Südstaaten Ende des Jahres 1864 dort auftauchten, wurde die Gegend rasch als Confederate Gulch (deutsch: Schlucht der Konföderierten) bekannt. Im Winter 1864–1865 begann man damit vier Blockhütten im gleichen Abstand um ein großes Felshindernis herum auf dem schmalen Boden der Schlucht zu bauen. Im Schnee bildeten die Wege von Hütte zu Hütte wie man es von den Hängen oben sehen konnte, einen perfekten Diamanten, und so wurde die neue kleine Ansiedlung in der Schlucht Diamond City genannt. Der Namensteil City (deutsch: Stadt) war jedoch eher ein Scherz, da die arme Ansiedlung von südlichen Sympathisanten es kaum mit den boomenden Bergbaulagern des Nordwestens wie Helena und Virginia City aufnehmen konnte.

## Die Entdeckung der Montana Bar
Diamond City und die zugehörigen Lager der Goldsucher wuchsen zunächst noch langsam. Im Winter 1864 bis zum Frühjahr 1865 passierten viele Goldsucher Confederate Gulch, da es sich um einen der wenigen passierbaren Wege handelte, die vom Missouri Valley über die Big Belt Mountains zum Smith River Valley führten, wo reichlich Wild und Land vorhanden war, das sie bewirtschaften wollten.
Ende 1865 traf eine Gruppe von Neuankömmlingen ein, die als „die Deutschen“ bezeichnet wurden. Sie wurden vom ehemaligen Goldsucher aus Colorado namens Carl Joseph Friedrichs (1831–1916) angeführt. Er mochte die Umstände wie sie waren und begann den Bach im Confederate Gulch hinauf in einem Gebiet, das später als Cement Gulch bekannt wurde, abzusuchen. Das Gebiet um Cement Gulch wurde später zu einer der reichsten Fundstellen, aber die Deutschen hatten nicht das Interesse das anstehende Gestein bis auf den Grund abzusuchen und beschlossen, sich anderswo umzusehen. Friedrichs führte seine Gruppe hinunter durch das Gehölz der Hauptschlucht und grub dort ein kleines Erkundungssloch im Boden einer Lichtung am Hang oberhalb am Fuße einer kleinen Nebenschlucht. Mit dem Fund, den sie dort machten, hatte die Gruppe es buchstäblich „reich getroffen“. Die Nebenschlucht wurde als Montana Gulch berühmt und der Ort der Fundstelle wurde als Montana Bar im Montana Gulch doppelt berühmt.
Die Montana Bar (deutsch: Montana-Sandbank) hatte eine Ausdehnung von nur etwa 8.100 bis 12.100 m², war jedoch einer der wahrhaft spektakulärsten Funde in Bezug auf die Ausbeute an Gold pro Flächeneinheit. Die Montana Bar war auch insofern einzigartig, als sich das Gold nicht auf dem Grundgestein am Boden der Schlucht befand, sondern in einem Hang aus Kies, der sich seitlich oberhalb der Schlucht befand. Der Boden der Montana Bar war von der Oberfläche bis zum Grundgestein mit Kies und dichtem blau-grauem Kalkstein und Gold gesättigt. Das Gold hatte sich in Vertiefungen des Grundgesteins immer dann abgelagert, wenn es von Wasser dorthin gespült wurde, dabei waren die Goldkörner so groß, dass man sie bereits aus der Ferne an ihrem Glanz erkennen konnte. Die goldhaltige Kieslagerstätte war an den meisten Stellen etwa 2,5 Meter tief, zum Hang des Berges hin verdickte sie sich jedoch auf etwa 9 bis 12 Meter.

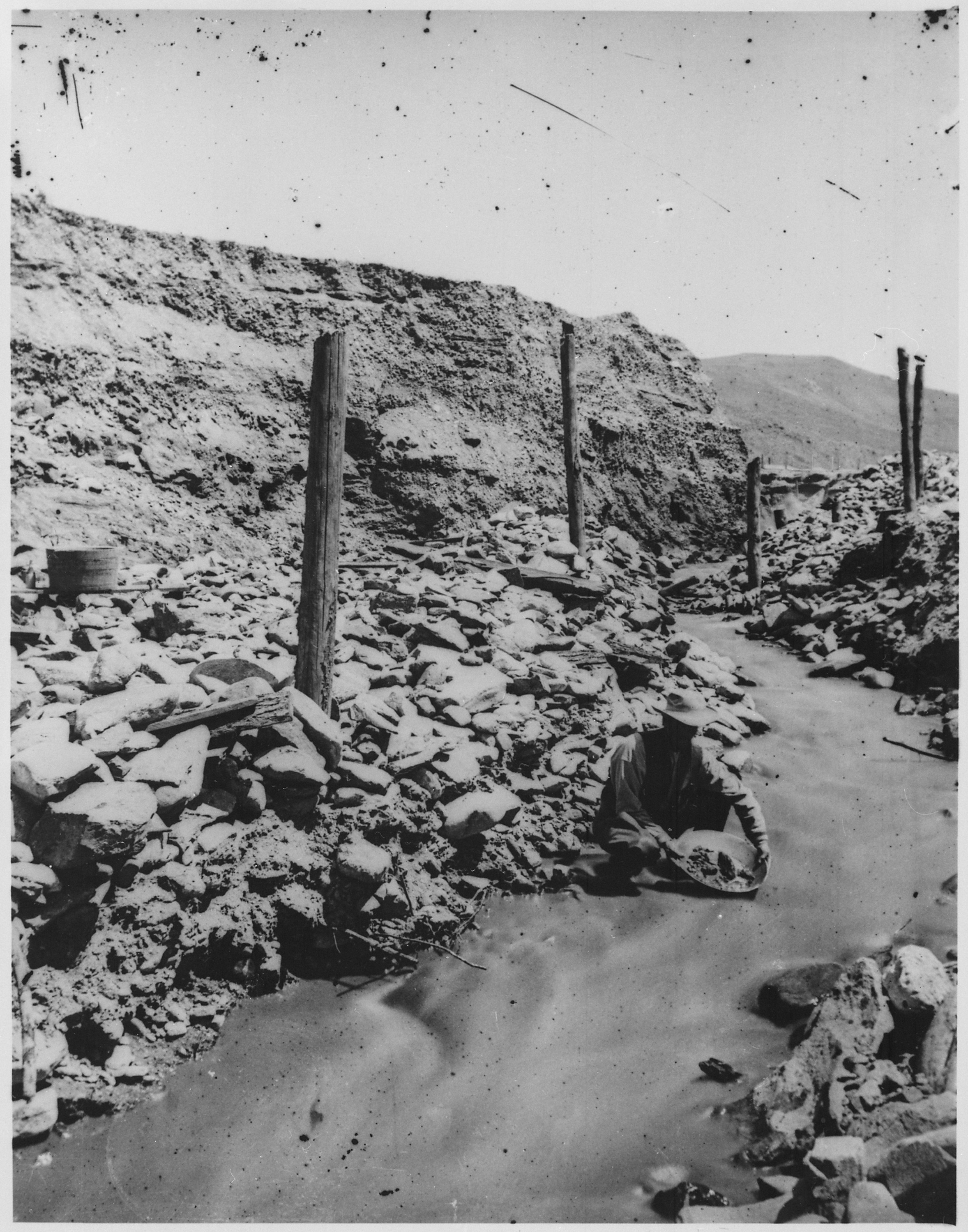
Goldgräber mit Waschpfanne, 1871

Die wenigen Acre Land der Montana Bar waren unglaublich reich an Gold. Es wurde behauptet, dass der Kies der Montana Bar zum reichsten gehörte, der jemals gewaschen wurde. Es war nicht ungewöhnlich, 1000 Dollar Gold aus einer Goldwaschpfanne (Sichertrog) mit Kies und Erde zu holen und dies zu einer Zeit, als Gold etwa 17 Dollar pro Unze wert war. Laut Zeugen lag der Rekord in einer Waschpfanne bei 1.400 US-Dollar oder rund 3,2 Kilogramm Gold in zwei Schaufeln Kies von 6,8 Kilogramm Gewicht. Nach der ersten Reinigung des Kies in den Waschrinnen waren die Riffeln oftmals mit Gold verstopft, so dass die Goldproduktion einer Woche in der Montana Bar 115.000 US-Dollar einbrachte.
Im Zusammenhang mit der Entdeckung der Montana Bar entwickelte sich eine beliebte Legende. Nach einer landläufigen Darstellung waren die Deutschen Greenhorns, da sie die Begebenheiten des Goldsuchens nicht kannten, nach der Gold aufgrund von Erosion- und Schwerkraft in einer Schlucht auf die untersten Grundgesteinsschichten absinkt. Auf ihre ernste, wiederholte (und ärgerliche) Bitte an die erfahreneren konföderierten Männer, ihnen den Weg zu „den guten Claims“ zu weisen, wurde ihnen (mit einer Handbewegung zu den Seiten der Schlucht) im Scherz geraten, „dort hochzugehen“. Der Legende nach gingen sie pflichtbewusst „dort hoch“ und entdeckten so die Montana Bar.

## Goldproduktion
Die Entdeckung der Montana Bar löste im ganzen Confederate Gulch und seinen Seitentälern innerhalb kurzer Zeit weitere hektische Erkundungen aus, was in der Folge rasch zu einer Vielzahl von weiteren Goldfunden führte. Etwa 3 Kilometer oberhalb der Montana Bar wurden in Claims in einem weiteren Seitental von Confederate, Cement Gulch genannt, ebenfalls äußerst ergiebige Goldfunde gemacht. Weitere Funde folgten rasch in anderen Seitentälern der Hauptschlucht, wie Montana Gulch, Greenhorn Gulch und Boulder Gulch. Die Funde in der Montana Bar motivierten die Goldsucher bald auch die verbliebenen Seitenarme des Confederate Gulch zu erkunden. Gold das vom Wasser der Bäche weiter transportiert wurde, lagerte sich aufgrund seines hohen spezifischen Gewichts in erhöhter Konzentration am Grund des Confederate Gulch und seinen Nebenarmen ab. Allerdings war dies dort eher die Ausnahme, da die reichhaltigsten Funde in den Kiesbänken längs der Schlucht in den Hügeln gemacht wurden. Auf gleicher Hanghöhe wie die Montana Bar wurde die sogenannte Diamond Bar entdeckt, die ebenfalls sehr ergiebig war, wenn auch etwas weniger als die Montana Bar.
Gold Hill und andere Kieshügel auf gleicher Höhe entlang der Schlucht und ihren Seitentälern waren ebenfalls sehr ergiebig was die Goldfunde anbetraf. Die Boulder Bars, die sich im Boulder Gulch befanden, lagen auf Felsschichten mit darunter liegenden Schichten an Flusskieselsteinen und Einschlüssen an Goldablagerungen, brachten jedoch das Problem mit, das die Oberfläche dieser Hangbänke mit großen Felsblöcken übersät waren. An den darunterliegenden Kies mit dem Gold war wegen der in Haufen herumliegenden Felsblöcke so schwer heranzukommen, dass letztlich nur das Auswaschen mit Hilfe von Wasser unter hohem Druck angewendet werden konnte. Innerhalb weniger Monate nach den Goldfunden in der Montana Bar im Jahre 1865, glich der Confederate Gulch und seinen Nebenarmen wegen der vielen herumschwärmenden Goldsucher beim Arbeiten und Graben in ihrem Claims einem Ameisenhaufen.

### Goldproduktion, 1866–1869
Für ein paar Jahre boomte der Goldabbau im Confederate Gulch regelrecht, so dass dort im Zeitraum von 1866 bis 1869 die Goldproduktion wahrscheinlich alle anderen Abbaustätten in Montana ausglich oder gar übertraf. Das lag vor allem daran, dass das Gold mit dem Kies unter Zugabe von Wasser in den Waschrinnen fließbar und somit leicht zu erreichen war, in der Schlucht aus den Bächen ausreichend Wasser vorhanden war und die natürlichen vorhandenen Gefälle ausreichend Strömung zur Trennung des Goldes vom Sand und dem Kies ermöglichten. Diese Umstände erlaubten dann später auch den Übergang vom rudimentären Goldabbau zum doch effizienteren Abbau mit Hilfe der Druckwasserab- bzw. Ausspülung (engl. Hydraulic mining).
Was die ersten Goldfunde in der Montana Bar im Bezug auf ihre Ergiebigkeit anbetraf, wurden rasch Rekorde aufgestellt. So ergaben die besten Schürfstellen der etwa 60 m breiten Claims um die 180.000 Dollar oder 2.500 Dollar pro laufendem Meter. Die Gesamtproduktion, alleine aus der Montana Bar, wird auf etwa 1 bis 1,5 Millionen Dollar (16 bis 24 Millionen Dollar, Stand 2019) geschätzt.
Im Confederate Gulch wurde der Goldabbau auf einer Länge von etwa 8 km betrieben, geschah dies fachgerecht, so erwiesen sich alle Fundstellen als reichhaltig. Die reichsten Abschnitte befanden sich am Grund der Schlucht und waren besonders ergiebig. Die Goldproduktion lag dort zwischen 300 und 1.500 Dollar pro laufendem Meter und ergaben 20.000 bis 100.000 Dollar pro Claim (323.000 bis 1,6 Millionen Dollar, Stand 2019).
Cement Gulch und Montana Gulch waren ebenfalls sehr produktiv, jedoch stellte sich Cement Gulch als eine Klasse für sich heraus, so dass einige im Confederate Gulch behaupteten, dass sich dort wahre Goldgruben befunden hätten. So wurde dort mehr Gold als in vergleichbaren Claims wie der fabelhaften Montana Bar gefördert, obwohl hierfür im Verhältnis betrachtet, eine wesentlich größere Tonnage an Kies, Felsbrocken und Erde bewegt werden musste.
Aufgrund der vielen verstreuten Felsbrocken auf den Böden der Sandbänke der Boulder Bars ist nicht bekannt, wie viel Gold dort gefördert wurde. Hier arbeiteten viele Goldsucher, von denen manche nur Taschensammler waren, andere jedoch aus Teams von Männern mit professioneller Ausrüstung bestanden. Die Goldproduktion im Confederate Gulch erzeugte massive Goldtransporte aus der Schlucht, beginnend mit der spektakulären Ausbeutung der Montana Bar. Im Jahre 1866 erreichte ein einziger Goldtransport, der nach einem kurzen Lauf goldhaltigen Kieses durch die Waschrinnen gewonnen wurde, ein Gewicht von 2 Tonnen und wurde mit 900.000 Dollar (14,5 Millionen Dollar, Stand 2019) bewertet. Basierend auf einem Goldpreis von 49.245 Dollar je kg Gold im August 2019 ergäbe sich sogar ein Wert von umgerechnet 98.490.000 Dollar. In den späten 1860er Jahren konnten bei einer abschließenden Reinigung der goldhaltigen Böden durch die Waschrinnen ein weiteres Mal 2,5 Tonnen Gold ausgewaschen werden.
Im September 1866 brachte ein von Captain Grant Marsh gelenktes Dampfschiff, die Luella, 230 Bergleute den Missouri River hinunter bis nach St. Louis. Zwischen dem Gold, das von einzelnen Bergleuten befördert wurde, und denen als Warensendung abgegebenen Goldtransporten befanden sich auf der Luella insgesamt 2,5 Tonnen Gold im Wert von konservativ geschätzten 1,25 Millionen Dollar, inflationsbereinigt etwa 20,2 Millionen Dollar und einem Goldpreis entsprechend vom August 2019 sogar 123 Millionen Dollar. Damit war das Dampfschiff, die Luella, das wertvollste Schiff, das jemals den Missouri hinunterfuhr (englisch: „the richest cargo ever to go down the Missouri River“), wobei der größte Teil des Goldes, so wird vermutet, aus dem Confederate Gulch stammte.
Was die Schätzungen der gesamten Goldproduktion aus dem Confederate Gulch in den Boomjahren 1866 bis 1869 anbetrifft, so reichen diese von 16 Mio. bzw. von 10 bis 30 Mio. Dollar, allerdings können diese Schätzungen weit hinter den tatsächlich produzierten Goldmengen zurückbleiben, da die Gesamtproduktion nie ermittelt wurde. Das lag u. a. daran, dass Unternehmen wie auch einzelne Goldsucher ihr Gold oftmals heimlich transportierten, um so Straßenräuber (englisch: Road agents) in die Irre zu führen und damit Raubüberfälle zu verhindern. Zu bemerken gilt, dass sich die Schätzungen der Goldproduktion auf den Wert des Dollars ab Mitte bis Ende der 1860er Jahre beziehen und zudem der Wert des Goldes zu diesem Zeitpunkt bei knapp 17 Dollar je Feinunze (oz. tr.) lag. Vom deutschen Carl Joseph Friedrichs wird aufgrund seiner Briefwechsel mit der National Merchants Bank of Helena sowie seinen teils noch erhaltenen Kontoauszügen angenommen, dass er vorsichtig geschätzt um die 11.200 Unzen Gold (348 kg) im Sommer 1866 gefördert hatte. Der Besitzer seines Nachbar-Claims, Johann Schönemann, so sagte er es später einmal: „gewann 2 Monate lang, jede Woche einen halben Zentner Gold“.
Ein Merkmal des Confederate Gulch war der plötzliche Anstieg der Goldproduktion im Jahre 1866, die anhaltende Intensität der Produktion in den Jahren 1867 und 1868 sowie ihr plötzliches Ende in den Jahren 1869/70. Dass die Goldgewinnung aus dem Bergbaubezirk des Confederate Gulch 1866 gleich auf so hohem Niveau begann und über einige Jahre so fortgeführt werden konnte, lag zuletzt auch an den üppigen Goldfunden die dort gemacht wurden. Zuletzt konnten die großen Förderungen an Gold aber nur durch den intensiven Abbau mit Hilfe des hydraulischen Abspülens durch Waser unter hohem Druck aufrechterhalten werden, bis in den Jahren 1869/70 alles zu Ende war, weil das Gold letztlich ausging.

#### Technische Probleme
Entlang von Confederate Gulch und Cement Gulch stellten die dortigen Gold-Claims bedeutende Fundorte dar, aber dennoch erforderte ihre Ausbeute viel Arbeit, da sich am Grund der Schlucht große Felsbrocken, mit Kies vermischt, befanden. Die ovalen Felsbrocken, die dort alle zwei, drei Fuß herumlagen, mussten erst bewegt werden, allerdings lief, sobald sie zur Seite gerollt wurden, kaltes Wasser des Baches in die Kuhlen und erschwerte so zusätzlich die Arbeiten der Goldsucher.
Die sanft abfallenden Hügel der Montana- und Diamond Bar ließen sich hingegen leichter abbauen, allerdings hatten auch einige andere an Hängen befindliche Fundstellen technische Probleme. Entlang der Boulder Bars mussten z. B. große Felsbrocken, die die Oberfläche bedeckten, angebohrt und gesprengt oder mit einem Seil angehoben und dann weggezogen werden, was mitunter ein gefährliches Projekt darstellte.

#### Ausspülen mit Druckwasser
Im Confederate Gulch wurde in großem Maße hydraulischer Bergbau durch Ausspülen mit Druckwasser betrieben. Bei diesem hydraulischen Abbauverfahren im Confederate Gulch wurde die Kraft des Wassers verwendet, um damit die Kiesbänke und Terrassen an den Seiten der Schlucht sowie die Kiesbetten auf dem Boden der Schlucht ab- bzw. auszuspülen. Im Anschluss daran wurden die Erde und der feine Kies durch Waschrinnen gespült, wobei das schwerere Gold vom leichteren Kies getrennt wurde.
Dabei erwies sich das Ausspülen mit Druckwasser im Confederate Gulch als besonders geeignet, da man den goldhaltigen Kies leicht von den auf den Hügeln liegenden Terrassen in die Schlucht hinunterspülen konnte. Darüber hinaus wurde das Ausspülen mit Druckwasser durch die vorhandenen Wasserquellen und die Steigungen im Gelände begünstigt.

Ausspülen mit Druckwasser in Montana, Alder Gulch 1871

Hierzu wurde Wasser aus Quellen oberhalb der Schlucht angezapft und in Rinnen oder Gräben, die an den Seiten der Schlucht entlangliefen, umgeleitet. Die Gräben und Rinnen wurden dabei absichtlich in einem viel flacheren Gefälle als der Boden der Schlucht gehalten. Letztlich befand sich das Wasser in den Rinnen und Gräben hoch über den Grabungsstellen der Schlucht. Von dort wurde es dann zum Teil über hundert Meter tief durch ein Rohr hinuntergelassen und durch riesige Düsen, die einer kleinen Kanone ähnelten, herausgeleitet.
Die massiven Wasserstrahlen aus diesen Düsen hatten angeblich eine solche Kraft, dass sie ein Backsteingebäude hätten zerstören können. Die leistungsstärksten Hydraulikschläuche mussten von sechs Männern gesteuert werden. Der Bau der Gräben und Kanäle für das Hydraulikverfahren benötigte jedoch große Mengen an Kapital, was externe Investoren dazu brachte, mit dem Goldabbau in der Schlucht zu beginnen. Da diese es auf eine schnellstmögliche Rendite ihrer Investition abgesehen hatten, forderten sie einen uneingeschränkten Einsatz durch die Methode des Ausspülens mit Druckwasser.
Die mächtigen Wasserstrahlen, die bei diesem Verfahren verwendet wurden, spülten ganze Hänge weg. Erde und der feine Kies wurden dann durch die Waschrinnen gespült und der Schlamm wurde dann aus der Schlucht hinausgebracht. Die durch den Ausspülvorgang erzeugten Kiesrückstände, die sich über lange Zeiträume am Boden der Schlucht angehäuft hatten, blieben als Abraumhalden zurück. Das führte schließlich dazu, dass durch die entstandenen Böschungsbänke alle ursprünglichen Überreste von Diamond City und anderen kleinen Gemeinden in den Schluchten ausgelöscht wurden. Das Ausspülen der Schlucht mit Wasser unter großem Druck war sehr umweltschädlich, da es das Erscheinungsbild, die Geographie und das Ökosystem des Confederate Gulch sehr verändert hatte.

### Späterer Goldabbau
Von 1866 bis 1869 schwärmten die Goldsucher in den Confederate Gulch und förderten Gold, als würden sie die Sahne von der Milch abschöpfen. Dabei nahmen sie alles oder zumindest das meiste, so dass nichts danach – weder der Abbau der Seifenlagerstätten noch der Abbau der Ganglagerstätten – an die Produktion der Boomjahre heranreichte. Nach 1870 wurde noch sporadisch an einigen Stellen im Confederate Gulch und seinen Nebenschluchten das Verfahren mittels Ausspülen durch Druckwasser für mehrere Jahre fortgesetzt und 1899 begann ein in Milwaukee ansässiges Unternehmen kurzzeitig noch einmal alte Fundstellen gründlich abzusuchen.

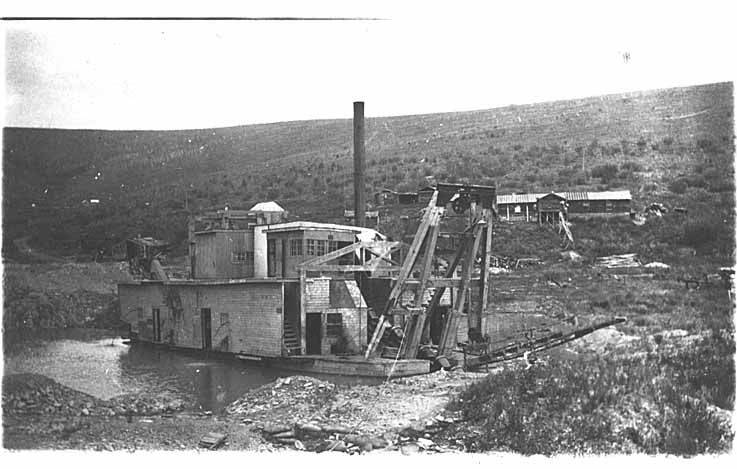
Risdon Bagger, Fairbanks Gold Mining Company, 1914

Etwa neun Jahre später bearbeitete ein weiteres Unternehmen Kiesablagerungen am unteren Ende der Schlucht mit einem Risdon-Bagger, musste den Betrieb aber nach drei Monaten wieder einstellen, da sich damit keine nennenswerte Funde machen ließen. Das Goldschürfen hörte in den späten 1910er und 1920er Jahren auf, wurde aber noch einmal mit mindestens zwei weiteren Versuchen im Jahr 1928 fortgesetzt, allerdings wurde der Erfolg zumeist aus Wassermangel behindert.
Da der Goldabbau mitunter auch negative Auswirkungen auf die Ökonomie hatte, ließ die Bergbautätigkeit in den boomenden 1920er Jahren nach. Als sich nach 1928 eine weltweite Depression entwickelt hatte, nahm die Goldproduktion jedoch wieder zu. Die Bundesregierung der Vereinigten Staaten legte den Goldpreis fest, der daraufhin auf etwa 35 Dollar je Unze anstieg. Der gestiegene Goldpreis in Verbindung mit niedrigeren Löhnen und Materialkosten während der Weltwirtschaftskrise ließen den Goldabbau in der Folge wieder attraktiv werden.

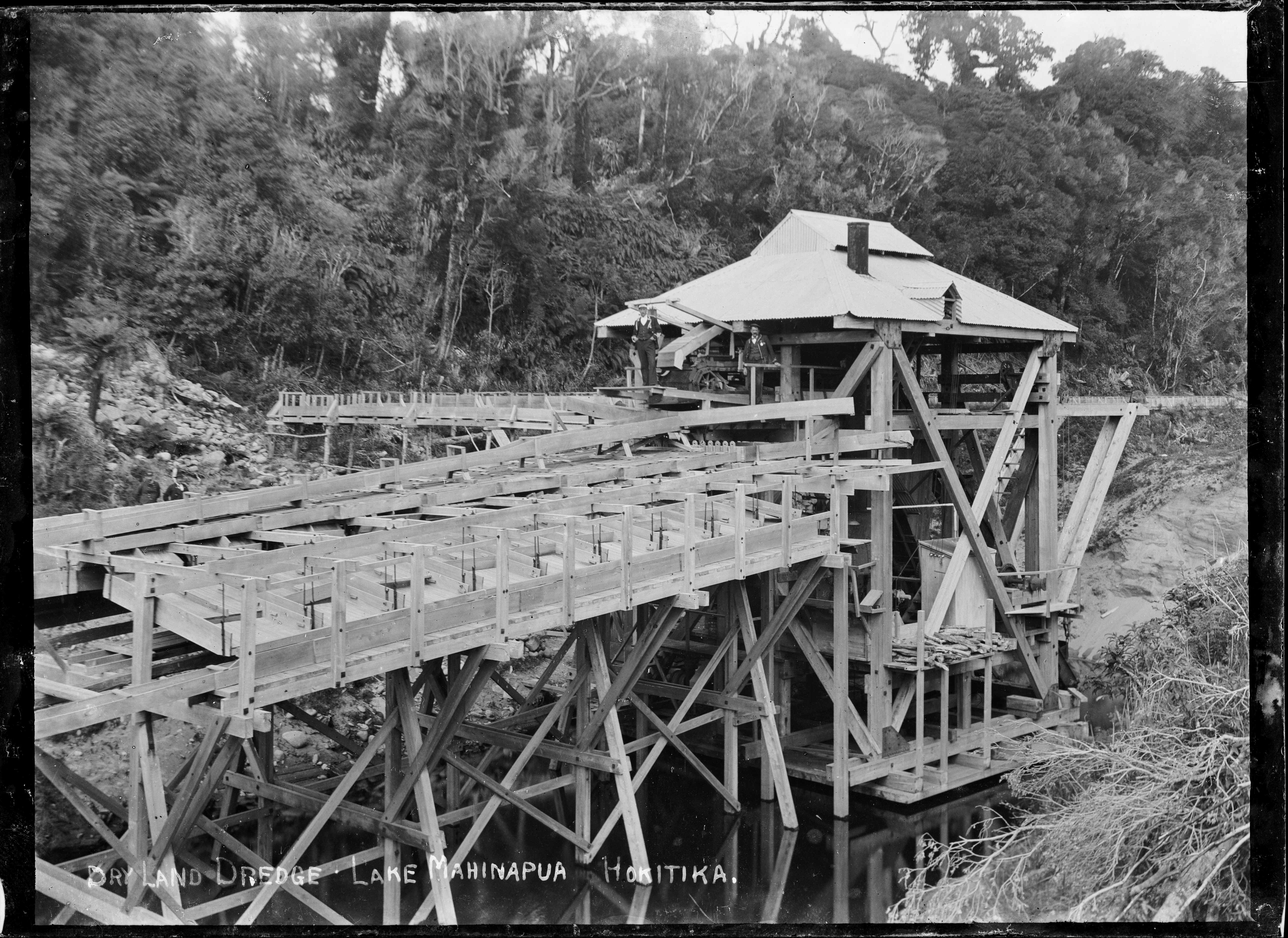
Dry land dredge am See Mahinapua, Hokitika

In den 1930er Jahren kamen Baggerfirmen in großem Stil in den Confederate Gulch und schürften mit Hilfe von Schaufelbaggern und einer Vielzahl anderer Geräte, wie z. B. einer stationären Goldwaschanlage, einer mechanischen Waschanlage (englisch dry-land dredge) und einem Seilbagger nach Gold. 1939 wurden die besten Erträge erzielt, als zwei Unternehmen mit Baggern insgesamt 2357 Feinunzen Gold gewinnen konnten. Ein Unternehmen beschäftigte in der Saison 16 bis 18 Mitarbeiter. 1942 bearbeitete nur noch eine einzige mechanische Waschanlage den Boden, allerdings wurde der restliche Betrieb für die Dauer des Zweiten Weltkriegs eingestellt.
Für das Jahr 1939 wurde eine Goldproduktion von 2357 Unzen zum damaligen Preis von 35 Dollar je Unze im Gesamtwert von 82.495 Dollar gemeldet. Ein kleiner Flicken verglichen mit den zu den Hochzeiten von 1866 bis 1869 im Confederate Gulch produzierten Mengen, wo Jahr für Jahr Tonnen an Gold gefördert wurden und eine Woche in der legendären Montana Bar Gold im Wert von 115.000 Dollar zu einem Preis von etwa 17 Dollar die Unze erbrachte.

### Abbau der Erzadern
Noch bevor die Seifenlagerstätten erschöpft waren, durchkämmten die Bergarbeiter die Big Belt Mountains nach der Hauptader – jener Ganglagerstätte, aus deren Gang sich nach der Bodenerosion die reichhaltigen Goldseifen gebildet hatten. Eine reiche Hauptader wurde jedoch nie gefunden, weshalb man zu der Annahme kam, dass das Hauptgestein durch Erosion aufgezehrt wurde und sich das Gold so über die Zeit im Kies des Confederate Gulch und seinen angrenzenden Schluchten verteilt hatte.
Obwohl im Confederate Gulch keine Hauptader gefunden werden konnte, gab es dennoch einige Versuche, Golderz im Minenbetrieb abzubauen, diese erreichten jedoch nie die Standards, die man zuvor beim Abbau der Goldseifen erzielt hatte.
Die wichtigsten Minen, darunter jene von Hummingbird, Slim Jim (Miller), „Blind Mike“ Schabert, der Baker Group (Satellite) und den Three Sisters, befanden sich an der Grenze zwischen dem Confederate Gulch und dem White Creek, hauptsächlich am Miller Mountain. Die Erzminen produzierten lediglich Gold im Wert 100.000 Dollar, während die Seifenlager des Confederate Gulch diese Summe um das mindestens 150-Fache überstieg. Mit einer Kapazität von 15 Tonnen pro Tag war um 1889 kurzzeitig die Philadelphia-Mühle in Diamond City in Betrieb.

## Diamond City
Confederate Gulch und Diamond City verwandelten sich nach der Entdeckung der Montana Bar, dicht gefolgt von der Entdeckung der Diamond Bar. Gold wurde in Rekordmengen gefördert und wegtransportiert. Die Nachricht über die Goldfunde verbreitete sich in Windeseile im Montana-Territorium und bald strömten Goldsucher herbei und begannen mit den Ausgrabungen. Aus einer anfänglich kleinen Ansammlung von Häuschen und Hütten wurde Diamond City in kurzer Zeit zu einer überfüllten Stadt, die Tag und Nacht pulsierte und in der Folge entsprossen bald Satellitengemeinschaften wie El Dorado, Boulder, Jim Town oder Cement Gulch City. Auf dem Höhepunkt des Booms lebten und arbeiteten um die 10.000 Menschen im Confederate Gulch, und als Meagher County gegründet worden war, wurde Diamond City zur Kreisstadt ernannt.
Entdeckungen von Goldseifenlagerstätten wie denen im Confederate Gulch zogen eine vielfältige und weltoffene Bevölkerung an. Während viele aus dem Mittleren Westen und Nachbarstaaten wie aus Missouri stammten, kamen andere aus Bergbaugebieten in Kalifornien, Idaho und Nevada. Weil sie ständig in Bewegung waren, kümmerten sie sich nicht um den Hintergrund und den Status anderer. Untereinander gaben sie sich zwanglos zufällig gewählte Spitznamen, die den eigenen Namen vorgezogen wurden. Eine Namensliste von Einwohnern des Confederate Gulch konnte z. B. Namen wie Wild Goose Bill, Black Jack, Nubbins, Roachy, Steady Tom, Workhorse George, Dirty Mary, Whisky Mike und Lonesome Larry enthalten.
Goldseifenfunde waren „Grabungen des armen Mannes“. Goldseifen werden durch Erosionskräfte gebildet, die die im Grundgestein eingebetteten Goldadern langsam auflösen und das Gold so im Laufe geologischer Zeiträume im Kies und Sand alter oder gegenwärtiger Fließgewässer wie Fluss- oder Bachbetten zurücklassen. Das Gold findet sich dabei in seinem natürlichen Zustand als Goldstaub, in Flittern oder als Nuggets wieder. Die Aufbereitung der Goldablagerungen erforderte in der Regel keine besondere Arbeit, außer dass Tonnen an Kies, Sand und Felsbrocken auszugraben und dann zu sortieren waren. Die neu entdeckten Vorkommen im Confederate Gulch zogen ungebundene junge Männer an, die von dem Wunsch motiviert waren, schnell reich zu werden.

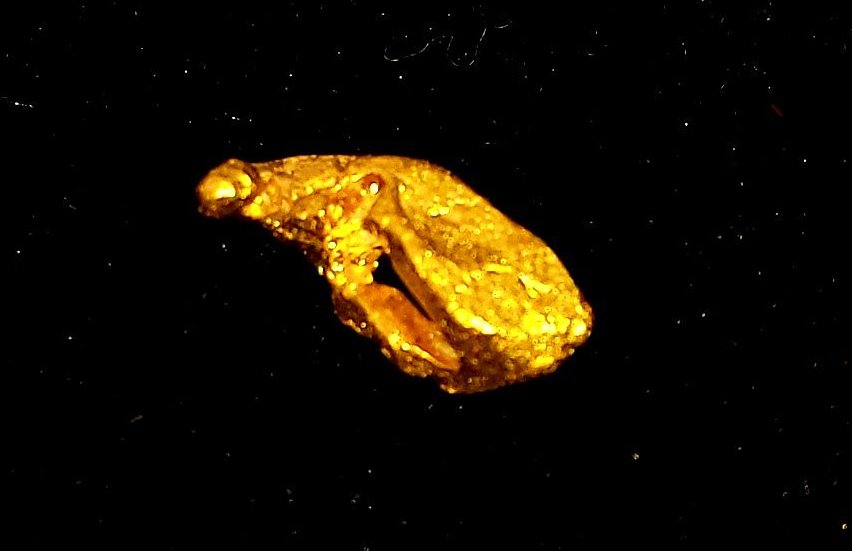
Gold Nugget

Städte, die durch die Goldgräber notdürftig entstanden, waren beinahe vergängliche und hektische Orte und Diamond City sowie andere Siedlungen im Confederate Gulch machten da keine Ausnahme. Solange Gold produziert wurde, boomten sie, als der Bergbau jedoch aufhörte, gingen die Goldsucher so schnell, wie sie gekommen waren.
Während der Jahre des Booms war Diamond City eine aufgeregte und sehr geschäftige Stadt. Es wurden alle Arten an Gütern zur Versorgung der rund um die Uhr im Confederate Gulch arbeitenden Bergleute angeliefert.
Auf dem Höhepunkt der Bergbautätigkeit zwischen 1866 und 1869 führte diese Art des Abbaus zur Verdrängung von Diamond City. Der nahende hydraulische Bergbau untergrub die Stadt nach und nach und die Abraumhalden häuften sich bereits gegen die Gebäude. Die Kaufleute stellten ihre Gebäude zunächst auf Stelzen, mussten diese jedoch stetig erhöhen, bis sie zuletzt eine Höhe von 5 m erreichten. Als auch das nichts mehr half, siedelten sie letztlich an eine andere Stelle in der Schlucht und bauten ihre Häuser dort neu auf. Der bergmännische Abbau des Goldes in der Zeit von 1866 bis 1869 war intensiv, da die reichen Lagerstätten dazu ermutigt hatten, diese rasch auszubeuten. Durch die Umstellung auf das Ausspülen mit Druckwasser konnte die Produktion noch für einige Zeit auf hohem Niveau gehalten werden, was zu einer Rekordproduktion führte, verkürzte aber auch die Lebenserwartung der Gemeinde, da das Gold in den Jahren 1869 und 1870 schlicht ausging. Ebenso nahm die Bevölkerung ab, bis 1870 nur noch 225 Menschen in Diamond City lebten, 1871 waren es noch 64 und ab den 1880er Jahren lebten dort nur noch 4 Familien.
Aus dem Nichts im Jahr 1864 und abgesehen von ein paar Hütten im Jahr 1865 wurde Diamond City erst Kreisstadt des Meagher County und dann zum Zentrum des bevölkerungsreichsten Ortes in Montana im Jahr 1866. Die Stadt Diamond City boomte für 3 Jahre bis 1869, als danach fast alle Bergarbeiter fortzogen, fiel die Stadt langsam der Vergessenheit anheim. Im Gegensatz zu anderen Boomtowns blieb von Diamond City nicht einmal eine Geisterstadt.

## Confederate Gulch heute
Heute kann man noch auf einer unbefestigten Straße durch den Confederate Gulch fahren, jedoch ist dort im Gegensatz zu anderen Bergbaugebieten keine Geisterstadt erhalten geblieben. Der Abbau durch Ausspülen mit Druckwasser (englisch Hydraulic mining) in den Boomjahren und die seitdem erfolgten Umbauten haben die Standorte der früheren Bergbaugemeinden gänzlich vernichtet. Am unteren Ende der Schlucht befinden sich mit Gestrüpp und Büschen bewachsene Böschungen, wo hier und da kleine Holztafeln angebracht wurden, um Besuchern anzuzeigen, wo es einst Städte und Gebäude in der Schlucht vorhanden waren.
Das einzige, was heute noch von einer Klippe mit Blick auf den Confederate- und den Boulder Gulch zu sehen ist, ist der südlich vom Standort befindliche alte Friedhof von Diamond City und Confederate Gulch, wo etwa 65 Menschen beigesetzt worden sein sollen. Diese Seite ist auf Wikimapia markiert.